# 1486
Cette page concerne l'année 1486  du calendrier julien.
L'année 1486 est une année commune qui commence un dimanche.
Principaux événements
- janvier : le navigateur portugais Diogo Cão atteint la latitude de la Namibie.
- février : première entrevue entre Christophe Colomb et les souverains de Castille et d'Aragon, alors occupés par la guerre de Grenade.
- décembre : nouvelle coalition de princes français avec le duc de Bretagne et Maximilien d'Autriche, régent des Pays-Bas bourguignons, contre le roi de France Charles VIII et la régente Anne de Beaujeu.

## Asie
- Birmanie : Mingyinyo (1459-1531) devient roi de Taungû, fondant une nouvelle dynastie qui supplantera celle du royaume d'Ava en 1510[1].
- Royaume de Vijayanagara, Inde du Sud : Narasimha Saluva de Chandragiri renverse Virûpâksha (en) (début de règne en 1465), dernier roi de la dynastie des Sangama, déterminé à reprendre la mission de ceux qui ont fondé le royaume en 1336 : résister à l'expansion musulmane en Inde[2].
- Mogholistan (partie orientale de l'ancien Khanat de Djaghataï) : deux frères, Ahmed (1465-1504) et Mahmud (1464-1508), fils de Yunus Khan[3], se partagent le Mogholistan, mais en conservent la cohésion[4].

## Amérique précolombienne
- Empire aztèque
  - 1er avril : mort de Tizoc, septième tlatoani de Tenochtitlan, chef de l'Empire aztèque (début du règne : 1481 ; prédécesseur : Axayacatl)
  - 13 avril[5] : Ahuitzotl lui succède, devenant le huitième tlatoani de Tenochtitlan ; il fonde un peu plus tard la forteresse d'Oaxaca[6] (fin du règne : 1502 ; successeur : Moctezuma II).

## Exploration et colonisation européennes

### Exploration et colonisation portugaises en Afrique
Depuis 1420 (Henri le Navigateur), les Portugais explorent le littoral de l’Afrique. Dans les années 1470, ils naviguent au sud de l'Équateur (découverte de l'île de Sao Tomé (latitude 0° 14' Nord) en 1470).
- 18 janvier : Diogo Cão atteint l'actuel Cape Cross (Namibie)[7] (latitude 21° Sud).
- Afrique : le Florentin Bartolomeo Marchionni[8] obtient une concession du roi de Portugal pour la traite des Noirs sur la côte des Esclaves[9] (actuels Togo, Bénin et Nigeria, de l'embouchure de la Volta au delta du Niger).

### Christophe Colomb à la recherche d'un mécène
Installé au Portugal depuis 1476, le navigateur et marchand génois Christophe Colomb a élaboré un projet d'atteindre les Indes (l'Asie) en naviguant vers l'Ouest, à travers l'océan Atlantique. Ce projet ayant été refusé par le roi de Portugal (Jean II) en 1484, Colomb est venu en Castille en mars 1485 tenter sa chance auprès des Rois catholiques.
- 20 janvier : première rencontre avec Isabelle de Castille et Ferdinand d'Aragon à Alcalá de Henares, où Isabelle vient de donner naissance à sa fille Catherine
- fin de l'année : le projet de Colomb est soumis à une commission de savants de l'université de Salamanque, qui le rejette au début de 1487 (deuxième entrevue à Malaga en septembre 1487).

## Europe

### France (règne de Charles VIII)
Fils de Louis XI (mort en 1483), Charles VIII (1470-1498) règne sous l'égide de sa sœur Anne de France (Anne de Beaujeu), officiellement régente à la mort de Louis XI, et de son époux, Pierre II de Bourbon, sire de Beaujeu. Le début du règne est marqué par des révoltes de grands féodaux, la Guerre folle, puis la guerre franco-bretonne, menée contre le duc François II et ses alliés, dont des princes du sang, les Orléans et Orléans-Angoulême. Maximilien d'Autriche, régent des Pays-Bas bourguignons, intervient dans les affaires françaises en soutenant les rebelles.

#### Rébellions féodales et question du duché de Bretagne
- 8, 9 et 11 février : les filles du duc de Bretagne François II, Anne (née en 1477) et Isabeau (née entre 1478 et 1481), sont désignées comme aptes à la succession par les États de Bretagne[11].
- 15 mars : alliance entre le duc de Bretagne et Maximilien d'Autriche, qui s'engage à épouser Anne[12].
- Juin : les troupes de Maximilien, partant des Pays-Bas bourguignons, envahissent le nord du royaume de France (Artois, Picardie).
- 13 décembre : nouvelle confédération des princes[13] qui s'engagent dans une nouvelle rébellion contre Charles VIII et Anne de Beaujeu, conduite par Louis II d’Orléans (futur Louis XII), qui s’allie avec Maximilien d'Autriche et avec le duc François II de Bretagne. Son parti inclut Alain d'Albret, Charles d'Orléans-Angoulême, le cardinal Pierre de Foix et d'autres féodaux. À Paris, la municipalité, le Parlement et l’université restent fidèles au roi et à sa sœur (fin de la guerre en juillet 1488 avec la défaite du duc de Bretagne et de Louis II d'Orléans à Saint-Aubin-du-Cormier)

### État bourguignon (règne de Philippe le Beau, régence de Maximilien d'Autriche)
L'État bourguignon, réduit par le traité d'Arras (1482) aux Pays-Bas bourguignons, est gouverné par Maximilien d'Autriche, fils de l'empereur Frédéric III, veuf de la duchesse Marie de Bourgogne (fille de Charles le Téméraire), au nom de leur fils le duc Philippe le Beau, premier duc de Bourgogne de la maison de Habsbourg.
Durant sa régence (1482-1494), Maximilien est confronté à plusieurs rébellions de ses sujets des Pays-Bas, notamment les habitants des grandes villes du comté de Flandre, qui s'opposent à sa politique belliciste de Maximilien après la mort de Louis XI et aux impôts qui en résultent. 
- Juin : les troupes de Maximilien, partant des Pays-Bas bourguignons, envahissent le nord du royaume de France (Artois, Picardie), reproduisant une opération menée par Charles le Téméraire en 1471.

### Péninsule italienne (pontificat d'Innocent VIII)

#### Royaume de Naples (règne de Ferdinand Ier)
Depuis 1482, le roi de Naples Ferdinand Ier est en conflit avec les papes Sixte IV, puis Innocent VIII (depuis 1484), qui de son côté soutient un parti de nobles révoltés du royaume de Naples tout en sollicitant l'intervention du roi de France Charles VIII, qui a des prétentions sur le royaume. Cette menace pousse Ferdinand à traiter avec ses adversaires. 
- 11 août : traité de Rome[15] rétablissant la paix entre les barons napolitains révoltés et le roi.
- 13 août : trahissant ses engagements, Ferdinand fait arrêter et exécuter les barons révoltés présents à Naples[15].
- 10 octobre : arrestation et massacre d'autres barons napolitains[15].

### Castille et Aragon (règnes d'Isabelle de Castille et Ferdinand II d’Aragon)

#### La guerre de Grenade (1482-1492)
Isabelle de Castille et Ferdinand d’Aragon, mariés depuis 1469, mènent depuis 1482 la guerre contre le royaume de Grenade, depuis 1238 dernier État musulman dans la péninsule Ibérique. 
- L'année 1486 n'est marquée par aucun événement important en ce qui concerne cette guerre.

#### Les questions religieuses et l'Inquisition
En 1478, ils ont instauré un tribunal d'inquisition particulier à la Castille et à l'Aragon, dépendant de la couronne et non pas des évêques, le tribunal du Saint-Office, présidé depuis 1483 par le Grand inquisiteur Tomás de Torquemada.
- 12 février, 2 avril et 4 juin : autodafés à Tolède[16].
- 13 décembre : bulle pontificale Orthodoxae Fidei établissant un régime de concordat[17] pour les territoires du royaume de Grenade (encore à conquérir), des Canaries et de Puerto Real (ville d'Andalousie fondée en 1483), dans lesquels les souverains de Castille et d'Aragon détiennent le patronage universel et le droit de présenter leurs propres candidats aux fonctions ecclésiastiques (concordat étendu ultérieurement aux territoires espagnols du Nouveau Monde).

#### Autres
- 21 avril : la sentence arbitrale de Guadalupe (es) (Sentencia arbitral de Guadalupe) libère les paysans de la servitude par l’abolition des mauvaises coutumes (malos usos) en Aragon[18].

### Angleterre (règne de Henri VII)
Le royaume d'Angleterre est sorti en août 1485 de la guerre des Deux-Roses (commencée en 1455), par la victoire de la maison de Tudor, dont le premier représentant est Henri VII, au détriment de la maison d'York (Richard III, roi de 1483 à 1485).

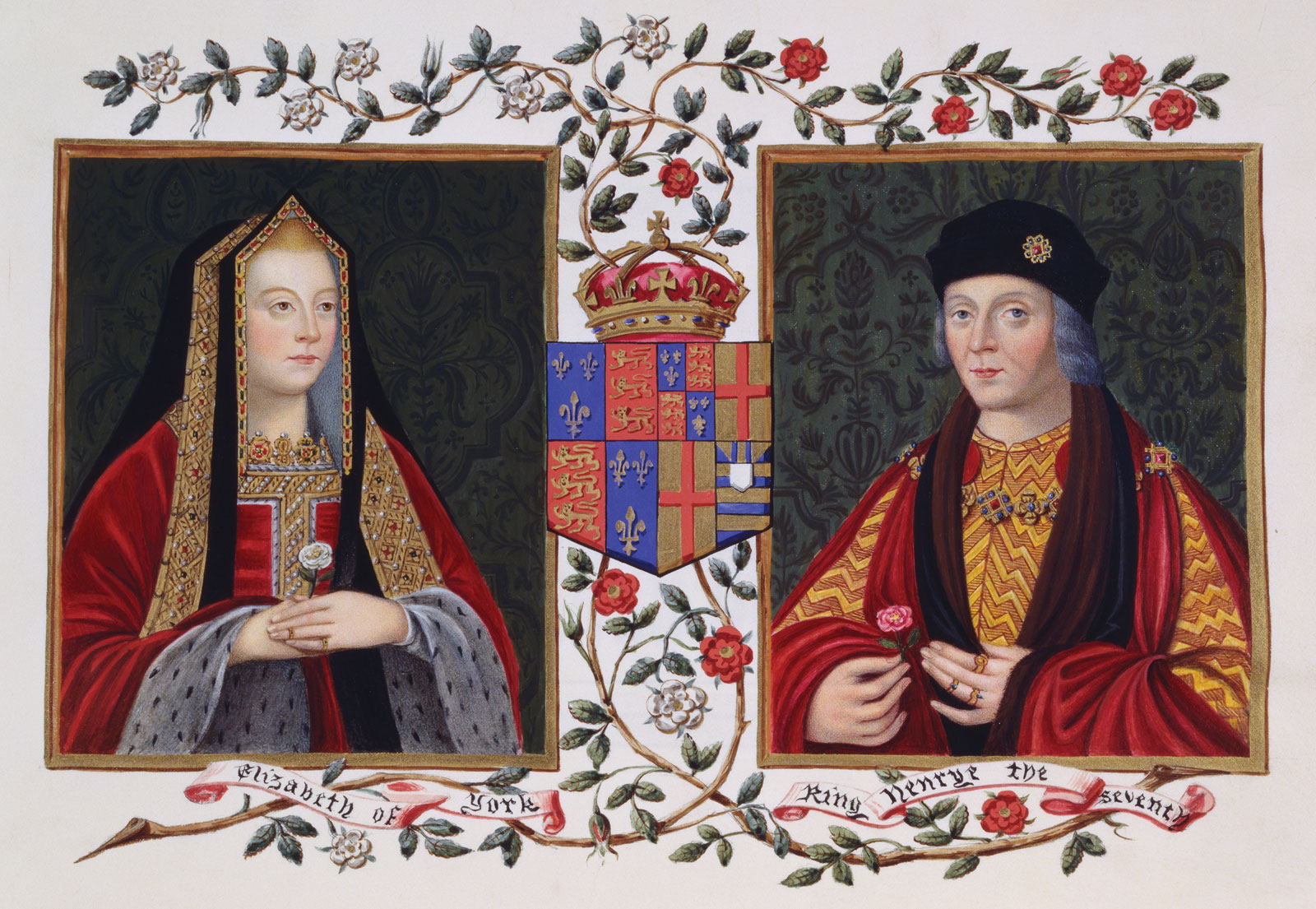
18 janvier : mariage d'Henri Tudor et Élisabeth d'York

- 18 janvier : Henri VII épouse Élisabeth d'York, fille d’Edouard IV[19], roi de 1471 à 1483.
- sd : création de la Fellowship of Merchant Adventurers à Londres, pour assurer à l’Angleterre une bonne position à Anvers (duché de Brabant, dans les Pays-Bas bourguignons) et élargir le marché de la laine et des tissus[20]. Ce dernier s’est développé grâce au développement des industries rurales, qui garantissent un prix de revient moins élevé que les productions des villes.[réf. nécessaire]

### Saint-Empire (règne de Frédéric III; Maximilien d'Autriche élu roi des Romains)
Le Saint-Empire romain germanique regroupe plusieurs centaines d'entités féodales, dont plusieurs dizaines sont des États souverains. L'empereur a, en tant que tel, un pouvoir limité. Mais Frédéric III (1452-1493) est aussi le chef de la maison de Habsbourg, et détient à ce titre plusieurs fiefs notamment en Autriche, Autriche antérieure et Alsace.
- 16 février : le fils de l'empereur, Maximilien d'Autriche, est élu roi des Romains[21] à Francfort, devenant successeur présomptif de son père Frédéric III.
- 9 avril : il est couronné roi des Romains à Aix-la-Chapelle[21].

### Hongrie (règne de Matthias IerCorvin)
- Lors la diète de Hongrie, le roi Matthias Corvin, confronté à l’opposition des barons, accepte l’élection d’Emeric Zápolya, ban de Croatie, comme palatin de Hongrie, intermédiaire entre la Diète et le roi, chargé de conserver « les libertés de la noblesse »[22].

### Empire ottoman (règne de Bayézid II)
Les Turcs ottomans se sont emparés de Thessalonique en 1430 et de Constantinople en 1453. Ils poursuivent leur avancée en Méditerranée et dans les Balkans.
- Moldavie, 6 mars : Étienne III le Grand (1433-1504), voïvode de Moldavie depuis 1457, repousse une incursion turque dans sa principauté à Suceava, déjà attaquée et incendiée en 1485 (en 1489, il signera un traité reconnaissant la suzeraineté ottomane)[23].

## Naissances en 1486
- 10 octobre : Charles III de Savoie, duc et Savoie et prince de Piémont († 1553).

- Date précise inconnue :
- Vincenzo degli Azani, peintre italien († 16 juillet 1557).

- Vers 1486 :
  - François Lambert, réformateur protestant, né entre 1485 et 1487 († 18 avril 1530).
  - Michael Stifel, moine et mathématicien allemand, né en 1486 ou 1487 († 19 avril 1567).

## Décès en 1486
- 1er avril : Tizoc, souverain aztèque, sans doute empoisonné lors d'une réaction nobiliaire[pas clair][6].
- 14 août : Marco Barbarigo, 73e doge de Venise élu en 1485 (né en 1413).
- Al-Qalasadi, mathématicien andalou (né en 1412).